# Lista de telenovelas e minisséries reprisadas pela Record
As telenovelas reprisadas pela Record estão relacionadas nesta lista por ordem de exibição. Esta lista apresenta o início, o término e os capítulos das telenovelas da emissora.

## Reprises da Tarde

### Década de 1990
| #  | Telenovela      | Início               | Término               | Cap. | Autoria     | Direção            | Horário     | Horário Original | Ano de Exibição | Audiência | Ref.  |
| -- | --------------- | -------------------- | --------------------- | ---- | ----------- | ------------------ | ----------- | ---------------- | --------------- | --------- | ----- |
| 01 | Estrela de Fogo | 16 de agosto de 1999 | 22 de outubro de 1999 | 50   | Yves Dumont | José Paulo Vallone | 14h00/12h30 | 20h15            | 1998-1999       | 2.56      | [ 1 ] |

### Década de 2000
| #  | Telenovela       | Início                | Término                | Cap. | Autoria              | Direção               | Horário     | Horário Original | Ano de Exibição | Audiência | Ref.  |
| -- | ---------------- | --------------------- | ---------------------- | ---- | -------------------- | --------------------- | ----------- | ---------------- | --------------- | --------- | ----- |
| 02 | Louca Paixão     | 29 de julho de 2002   | 15 de novembro de 2002 | 80   | Yves Dumont          | Jose Paulo Vallone    | 17h00/14h00 | 20h15            | 1999            | 2.00      | [ 2 ] |
| 03 | Marcas da Paixão | 6 de agosto de 2004   | 29 de outubro de 2004  | 60   | Solange Castro Neves | Atílio Riccó          | 13h00       | 20h15            | 2000            | 2.00      | [ 3 ] |
| 04 | Louca Paixão     | 14 de agosto de 2006  | 26 de janeiro de 2007  | 118  | Yves Dumont          | Jose Paulo Vallone    | 17h00/14h30 | 20h15            | 1999            | 3.00      | [ 2 ] |
| 05 | A Escrava Isaura | 29 de janeiro de 2007 | 13 de julho de 2007    | 120  | Tiago Santiago       | Herval Rossano        | 14h30       | 19h15            | 2004-2005       | 5.00      | [ 4 ] |
| 06 | Essas Mulheres   | 9 de outubro de 2007  | 31 de outubro de 2007  | 17   | Marcílio Moraes      | Flavio Colatrello Jr. | 17h00       | 19h15            | 2005            | 2.75      | [ 5 ] |
| 06 | Essas Mulheres   | 9 de outubro de 2007  | 31 de outubro de 2007  | 17   | Rosane Lima          | Flavio Colatrello Jr. | 17h00       | 19h15            | 2005            | 2.75      | [ 5 ] |
| 07 | Prova de Amor    | 4 de agosto de 2008   | 15 de maio de 2009     | 205  | Tiago Santiago       | Alexandre Avancini    | 17h30/16h00 | 19h15            | 2005-2006       | 4.90      | [ 6 ] |
| 08 | Bicho do Mato    | 16 de março de 2009   | 2 de junho de 2009     | 68   | Cristianne Fridman   | Edson Spinello        | 16h00       | 19h15/20h30      | 2006-2007       | 3.76      | [ 7 ] |
| 08 | Bicho do Mato    | 16 de março de 2009   | 2 de junho de 2009     | 68   | Bosco Brasil         | Edson Spinello        | 16h00       | 19h15/20h30      | 2006-2007       | 3.76      | [ 7 ] |

### Década de 2010
| #  | Telenovela          | Início                 | Término                | Cap. | Autoria              | Direção               | Horário | Horário Original | Ano de Exibição | Audiência | Ref.   |
| -- | ------------------- | ---------------------- | ---------------------- | ---- | -------------------- | --------------------- | ------- | ---------------- | --------------- | --------- | ------ |
| 09 | Caminhos do Coração | 31 de maio de 2010     | 14 de janeiro de 2011  | 170  | Tiago Santiago       | Alexandre Avancini    | 18h15   | 22h30            | 2007- 2008      | 6.16      | [ 8 ]  |
| 10 | Prova de Amor       | 27 de julho de 2015    | 10 de maio de 2016     | 203  | Tiago Santiago       | Alexandre Avancini    | 14h45   | 19h15            | 2005-2006       | 6.54      | [ 9 ]  |
| 11 | Dona Xepa           | 27 de julho de 2015    | 6 de novembro de 2015  | 75   | Gustavo Reiz         | Ivan Zattel           | 15h45   | 22h15            | 2013            | 3.44      | [ 10 ] |
| 12 | Chamas da Vida      | 26 de outubro de 2015  | 27 de setembro de 2016 | 229  | Cristianne Fridman   | Edgard Miranda        | 15h45   | 22h15            | 2008-2009       | 4.83      | [ 11 ] |
| 13 | Amor e Intrigas     | 2 de maio de 2016      | 14 de março de 2017    | 223  | Gisele Joras         | Edson Spinello        | 14h45   | 22h00            | 2007-2008       | 6.85      | [ 12 ] |
| 14 | Vidas em Jogo       | 19 de setembro de 2016 | 5 de setembro de 2017  | 249  | Cristianne Fridman   | Alexandre Avancini    | 15h45   | 22h30            | 2011-2012       | 5.50      | [ 13 ] |
| 15 | Ribeirão do Tempo   | 6 de março de 2017     | 23 de janeiro de 2018  | 231  | Marcílio Mores       | Edgard Miranda        | 15h00   | 22h15            | 2010-2011       | 6.22      | [ 14 ] |
| 16 | Bicho do Mato       | 28 de agosto de 2017   | 7 de agosto de 2018    | 245  | Cristianne Fridman   | Edson Spinello        | 16h00   | 19h15            | 2006-2007       | 5.54      | [ 15 ] |
| 16 | Bicho do Mato       | 28 de agosto de 2017   | 7 de agosto de 2018    | 245  | Bosco Brasil         | Edson Spinello        | 16h00   | 19h15            | 2006-2007       | 5.54      | [ 15 ] |
| 17 | Luz do Sol          | 15 de janeiro de 2018  | 21 de novembro de 2018 | 223  | Ana Maria Moretzsohn | Ivan Zattel           | 15h00   | 20h30            | 2007            | 6.21      | [ 16 ] |
| 18 | Bela, a Feia        | 12 de novembro de 2018 | 15 de outubro de 2019  | 234  | Gisele Joras         | Edson Spinello        | 15h00   | 20h30            | 2009-2010       | 7.44      | [ 17 ] |
| 19 | Essas Mulheres      | 30 de julho de 2018    | 29 de março de 2019    | 167  | Marcílio Moraes      | Flávio Colatrello Jr. | 16h00   | 19h15            | 2005            | 5.48      | [ 18 ] |
| 19 | Essas Mulheres      | 30 de julho de 2018    | 29 de março de 2019    | 167  | Rosane Lima          | Flávio Colatrello Jr. | 16h00   | 19h15            | 2005            | 5.48      | [ 18 ] |
| 20 | A Escrava Isaura    | 7 de outubro de 2019   | 18 de agosto de 2020   | 223  | Tiago Santiago       | Herval Rossano        | 15h15   | 19h15            | 2004-2005       | 7.06      | [ 19 ] |
| 21 | Caminhos do Coração | 18 de março de 2019    | 5 de maio de 2020      | 286  | Tiago Santiago       | Alexandre Avancini    | 16h00   | 22h30            | 2007-2008       | 5.29      | [ 20 ] |

### Década de 2020
| #  | Telenovela                       | Início                  | Término                | Cap. | Autoria            | Direção            | Horário | Horário Original | Ano de Exibição | Audiência | Ref.   |
| -- | -------------------------------- | ----------------------- | ---------------------- | ---- | ------------------ | ------------------ | ------- | ---------------- | --------------- | --------- | ------ |
| 22 | Os Mutantes: Caminhos do Coração | 6 de maio de 2020       | 17 de novembro de 2020 | 140  | Tiago Santiago     | Alexandre Avancini | 16h00   | 20h40            | 2008-2009       | 4.55      |        |
| 23 | Escrava Mãe                      | 18 de agosto de 2020    | 16 de março de 2021    | 149  | Gustavo Reiz       | Ivan Zettel        | 15h15   | 19h30            | 2016-2017       | 5.30      |        |
| 24 | Belaventura                      | 08 de março de 2021     | 31 de maio de 2021     | 61   | Gustavo Reiz       | Ivan Zettel        | 15h15   | 19h30            | 2017-2018       | 4.48      |        |
| 25 | Prova de Amor                    | 17 de maio de 2021      | 7 de Março de 2022     | 208  | Tiago Santiago     | Alexandre Avancini | 15h15   | 19h15            | 2005-2006       | 6.01      | [ 21 ] |
| 26 | Chamas da Vida                   | 28 de fevereiro de 2022 | 14 de outubro de 2022  | 165  | Cristianne Fridman | Edgard Miranda     | 15h15   | 22h15            | 2008-2009       | 4.24      |        |
| 27 | Os Dez Mandamentos               | 17 de outubro de 2022   | 2 de outubro de 2023   | 250  | Vívian de Oliveira | Alexandre Avancini | 15h30   | 20h30            | 2015-2016       | 5.6       | [ 22 ] |
| 28 | A Terra Prometida                | 2 de outubro de 2023    | 3 de junho de 2024     | 176  | Renato Modesto     | Alexandre Avancini | 15h30   | 20h30            | 2016-2017       | 5.8       | [ 23 ] |
| 29 | Apocalipse                       | 27 de maio de 2024      | 21 de outubro de 2024  | 110  | Vívian de Oliveira | Edson Spinello     | 15h30   | 20h30            | 2017-2018       | 4.6       | [ 24 ] |
| 30 | O Rico e Lázaro                  | 14 de outubro de 2024   | Em exibição            | —    | Paula Richard      | Edgard Miranda     | 15h30   | 20h30            | 2017            | —         |        |
| 31 | A Escrava Isaura                 | 1 de setembro de 2025   | A estrear              | —    | Tiago Santiago     | Herval Rossano     | 15h30   | 19h15            | 2004-2005       | —         | [ 25 ] |

## Reprises Noturnas

### Década de 2000
| #  | Telenovela       | Início                 | Termino             | Cap. | Autoria        | Direção        | Horário | Horário Original | Ano de Exibição | Audiência | Ref.  |
| -- | ---------------- | ---------------------- | ------------------- | ---- | -------------- | -------------- | ------- | ---------------- | --------------- | --------- | ----- |
| 01 | A Escrava Isaura | 15 de novembro de 2005 | 10 de junho de 2006 | 175  | Tiago Santiago | Herval Rossano | 22h00   | 19h15            | 2004-2005       | 7.00      | [ 4 ] |

### Década de 2010
| #  | Telenovela         | Início               | Termino             | Cap. | Autoria            | Direção            | Horário     | Horário Original | Ano de Exibição | Audiência | Ref.   |
| -- | ------------------ | -------------------- | ------------------- | ---- | ------------------ | ------------------ | ----------- | ---------------- | --------------- | --------- | ------ |
| 02 | Vidas Opostas      | 28 de março de 2012  | 11 de junho de 2012 | 53   | Marcílio Moraes    | Alexandre Avancini | 21h00       | 22h00            | 2006-2007       | 5.70      | [ 26 ] |
| 03 | A Escrava Isaura   | 9 de janeiro de 2017 | 24 de julho de 2017 | 141  | Tiago Santiago     | Herval Rossano     | 19h30       | 19h15            | 2004-2005       | 10.36     | [ 27 ] |
| 04 | Os Dez Mandamentos | 25 de julho de 2017  | 24 de julho de 2018 | 261  | Vivian de Oliveira | Alexandre Avancini | 18h30/19h45 | 20h30            | 2015-2016       | 8.15      | [ 28 ] |
| 05 | A Terra Prometida  | 25 de julho de 2018  | 20 de maio de 2019  | 210  | Renato Modesto     | Alexandre Avancini | 19h45       | 20h30            | 2016-2017       | 9.99      | [ 29 ] |
| 06 | O Rico e Lázaro    | 13 de agosto de 2019 | 13 de abril de 2020 | 173  | Paula Richard      | Edgard Miranda     | 20h45       | 20h45            | 2017            | 6.50      | [ 30 ] |

### Década de 2020
| #  | Telenovela                                                             | Início                  | Término                 | Cap. | Autoria                                                | Direção            | Horário     | Horário original | Ano de Exibição | Audiência | Ref.          |
| -- | ---------------------------------------------------------------------- | ----------------------- | ----------------------- | ---- | ------------------------------------------------------ | ------------------ | ----------- | ---------------- | --------------- | --------- | ------------- |
| 07 | Jesus                                                                  | 14 de abril de 2020     | 26 de janeiro de 2021   | 202  | Paula Richard                                          | Edgard Miranda     | 22h00       | 20h45            | 2018-2019       | 6.40      | [ 31 ]        |
| 08 | Apocalipse - Edição Especial                                           | 21 de abril de 2020     | 21 de setembro de 2020  | 110  | Vivian de Oliveira                                     | Edson Spinello     | 20h45       | 20h45            | 2017-2018       | 5.99      | [ 32 ]        |
| 09 | Amor Sem Igual - Edição Especial                                       | 22 de setembro de 2020  | 27 de outubro de 2020   | 26   | Cristianne Fridman                                     | Rudi Lagemann      | 21h00       | 21h00            | 2019-2020       | 7.54      | [ 33 ]        |
| 10 | Topíssima                                                              | 27 de janeiro de 2021   | 24 de agosto de 2021    | 150  | Cristianne Fridman                                     | Rudi Lagemann      | 21h45       | 19h45            | 2019            | 7.54      | [ 34 ]        |
| 11 | Gênesis (A Bíblia)                                                     | 23 de novembro de 2021  | 24 de janeiro de 2022   | 45   | Camilo Pellegrini Raphaela Castro Stephanie Ribeiro    | Edgard Miranda     | 21h00       | 20h45            | 2021            | 8.91      | [ 35 ]        |
| 12 | Os Dez Mandamentos (A Bíblia)                                          | 25 de janeiro de 2022   | 3 de março de 2022      | 28   | Vivian de Oliveira                                     | Alexandre Avancini | 21h00       | 20h30            | 2015-2016       | 8.91      | [ 35 ]        |
| 13 | A Terra Prometida (A Bíblia)                                           | 4 de março de 2022      | 25 de março de 2022     | 16   | Renato Modesto                                         | Alexandre Avancini | 21h00       | 20h30            | 2016-2017       | 8.91      | [ 35 ]        |
| 14 | Jesus - A Série                                                        | 28 de março de 2022     | 16 de maio de 2022      | 40   | Paula Richard                                          | Edgard Miranda     | 21h45       | 21h00            | 2018-2019       | 6.49      | [ 36 ]        |
| 15 | Amor sem Igual                                                         | 17 de maio de 2022      | 27 de janeiro de 2023   | 179  | Cristianne Fridman                                     | Rudi Lagemann      | 21h45       | 21h00            | 2019-2021       | 4.2       | [ 37 ] [ 38 ] |
| 16 | Reis (A Decepção e A Ingratidão)                                       | 3 de agosto de 2022     | 9 de agosto de 2022     | 5    | Raphaela Castro Cristiane Cardoso                      | Leonardo Miranda   | 21h         | 21h              | 2022            |           | [ 39 ]        |
| 17 | Jesus                                                                  | 6 de dezembro de 2022   | 11 de setembro de 2023  | 200  | Paula Richard                                          | Edgard Miranda     | 21h00/21h45 | 20h45            | 2018-2019       | 5.2       | [ 40 ]        |
| 18 | Reis (A Decepção, A Ingratidão, A Rejeição, A Escolha e A Perseguição) | 7 de janeiro de 2023    | 15 de abril de 2023     | 15   | Raphaela Castro Cristiane Cardoso                      | Leonardo Miranda   | 21h         | 21h              | 2022            |           | [ 41 ]        |
| 19 | Vidas em Jogo                                                          | 30 de janeiro de 2023   | 14 de abril de 2023     | 50   | Cristianne Fridman                                     | Alexandre Avancini | 21h45       | 22h15            | 2011-2012       | 3.5       | [ 42 ]        |
| 20 | Jezabel                                                                | 20 de novembro de 2023  | 15 de março de 2024     | 85   | Cristianne Fridman                                     | Alexandre Avancini | 21h         | 21h              | 2018-2019       | 4.8       | [ 43 ]        |
| 21 | Pecado Mortal - Edição Especial                                        | 2 de janeiro de 2024    | 16 de fevereiro de 2024 | 34   | Carlos Lombardi                                        | Alexandre Avancini | 22h45       | 22h15            | 2013-2014       | 2.4       | [ 44 ]        |
| 22 | Gênesis                                                                | 19 de fevereiro de 2024 | 4 de abril de 2025      | 286  | Camilo Pellegrini, Raphaela Castro e Stephanie Ribeiro | Edgard Miranda     | 21h45       | 21h              | 2021            | 5.3       | [ 45 ]        |
| 23 | Reis (A Consequência e A Sucessão)                                     | 18 de março de 2024     | 19 de abril de 2024     | 25   | Raphaela Castro Cristiane Cardoso                      | Leonardo Miranda   | 21h         | 21h              | 2022            |           | [ 46 ]        |
| 24 | Reis (11 primeiras temporadas)                                         | 6 de janeiro de 2025    | Em exibição             | —    | Raphaela Castro Cristiane Cardoso                      | Leonardo Miranda   | 21h         | 21h              | 2022            |           | [ 47 ]        |

## Reprises de Minisséries e Séries Religiosas
Entre 2000 e 2001, por volta das 6h30, na programação da Igreja Universal do Reino de Deus, diversas minisséries foram reprisadas: O Desafio de Elias, A História de Ester, Uma Janela para o Céu, Velas de Sangue, A Sétima Bala, Do Fundo do Coração, A Filha do Demônio, Olho da Terra, Direito de Vencer, Por Amor e Ódio e Alma de Pedra.
| #  | Minissérie                   | Início                  | Termino                | Cap. | Autoria            | Direção            | Ano de Exibição | Audiência | Ref.   |
| -- | ---------------------------- | ----------------------- | ---------------------- | ---- | ------------------ | ------------------ | --------------- | --------- | ------ |
| 1  | A História de Ester          | 13 de abril de 2010     | 26 de abril de 2010    | 10   | Vivian de Oliveira | João Camargo       | 2010            | 4.90      | [ 49 ] |
| 2  | A História de Ester          | 14 de dezembro de 2011  | 16 de dezembro de 2011 | 03   | Vivian de Oliveira | João Camargo       | 2010            | 2.67      | [ 49 ] |
| 3  | Rei Davi                     | 22 de outubro de 2012   | 17 de dezembro de 2012 | 38   | Vivian de Oliveira | Edson Spinello     | 2012            | 6.26      | [ 50 ] |
| 4  | A História de Ester          | 18 de dezembro de 2012  | 28 de dezembro de 2012 | 09   | Vivian de Oliveira | João Camargo       | 2010            |           | [ 49 ] |
| 5  | Sansão e Dalila              | 01 de janeiro de 2013   | 29 de janeiro de 2013  | 21   | Gustavo Reiz       | João Camargo       | 2011            | 5.22      | [ 51 ] |
| 6  | José do Egito                | 08 de julho de 2014     | 12 de setembro de 2014 | 40   | Vivian de Oliveira | Alexandre Avancini | 2013            | 4.76      | [ 52 ] |
| 7  | Milagres de Jesus - 1ª Temp. | 05 de janeiro de 2015   | 29 de janeiro de 2015  | 16   | Vivian de Oliveira | João Camargo       | 2014            | 6.43      | [ 53 ] |
| 8  | Rei Davi                     | 16 de novembro de 2015  | 18 de janeiro de 2016  | 44   | Vivian de Oliveira | Edson Spinello     | 2012            | 12.65     | [ 50 ] |
| 9  | José do Egito                | 11 de janeiro de 2016   | 7 de março de 2016     | 41   | Vivian de Oliveira | Alexandre Avancini | 2013            | 12.48     | [ 52 ] |
| 10 | Sansão e Dalila              | 07 de março de 2016     | 01 de abril de 2016    | 20   | Gustavo Reiz       | João Camargo       | 2011            | 10.55     | [ 51 ] |
| 11 | Milagres de Jesus            | 02 de abril de 2017     | 26 de novembro de 2017 | 35   | Vivian de Oliveira | João Camargo       | 2014            | ---       | [ 53 ] |
| 12 | José do Egito                | 17 de fevereiro de 2018 | 26 de maio de 2018     | 15   | Vivian de Oliveira | Alexandre Avancini | 2013            | 7.69      | [ 52 ] |
| 13 | Rei Davi                     | 26 de maio de 2018      | 01 de setembro de 2018 | 15   | Vivian de Oliveira | Edson Spinello     | 2012            | 8.01      | [ 50 ] |